# Dan Cașcaval
Dan Cașcaval (n. 20 noiembrie 1964) este un senator român, ales în 2024 din partea PSD. 